# Virgil Misidjan
Virgil Misidjan známý i jako Vura (* 24. července 1993, Goirle) je nizozemský fotbalový útočník se surinamskými kořeny. Od roku 2013 je hráčem klubu Ludogorec Razgrad.

## Klubová kariéra
Profesionální dráhu zahájil v roce 2012 v nizozemském klubu Willem II. V srpnu 2013 přestoupil za částku 700 000 € do bulharského klubu Ludogorec Razgrad, kde ve své první sezóně 2013/14 vyhrál double (tzn. vyhrál A Grupu i bulharský fotbalový pohár). Navíc přidal v srpnu 2014 i zisk bulharského Superpoháru.

## Reprezentační kariéra
Misidjan byl členem nizozemského reprezentačního výběru U20.